# Was soll ich aus dir machen, Ephraim, BWV 89
Was soll ich aus dir machen, Epraim, BWV 89 (Què en faré de tu, Efraïm), és una cantata religiosa de Johann Sebastian Bach per al vint-i-dosè diumenge després de la Trinitat, estrenada a Leipzig el 22 d'octubre de 1723.

## Origen i context
Aquesta cantata fou estrenada el primer any d'estada de Bach a Leipzig, escrita, possiblement, a partir d'un material antic de Weimar; d'autor anònim, el text comença amb un versicle del profeta Osees i acaba amb la setena estrofa de Wo soll ich fliehen hin de Johann Heermann (1630).
L'evangeli del dia (Mateu 18, 23-35), narra la Paràbola del servent despietat, en què el criat, a qui el seu senyor havia perdonat un deute important, no és capaç de fer el mateix amb un company seu per un d'insignificant. El text es presenta com a mostra de la justícia de Déu i la injustícia de l'home.
Per a aquest diumenge es conserven, a més, la cantata BWV 55 i la BWV 115.

## Anàlisi
Obra escrita per a soprano, contralt, baix i cor; trompa, dos oboès, corda i baix continu. Consta de sis números.
1. Ària (baix): Was soll ich aus dir machen, Epraim? (Què en faré de tu, Efraïm?)
2. Recitatiu (contralt): Ja, freilich sollte Gott (Sí, certament podria Déu)
3. Ària (contralt): Ein unbarmherziges Gerichte” (Un implacable Judici)
4. Recitatiu (soprano): Wohlan! mein Herze legt Zorn, Zank und Zwietracht hin (Heus ací! Mon cor abandona l'Odi)
5. Ària (soprano):  Gerechter Gott, ach, rechnest du? (Ah, Déu Justicier! Passes comptes?)
6. Coral: Mir mangelt zwar sehr viel (Certament em manquen moltes coses)

L'ària inicial, de baix, és retòrica amb una atmosfera interrogativa molt ben destacada pels oboès, la corda i el continu; la primera part planteja la condició humana, el profeta Osees posa en boca de Déu, interpretat pel baix, tres preguntes, mentre que la segona part, més desenvolupada, té un caràcter afirmatiu i acaba amb unes cadències sobre la paraula brünstig (misericòrdia); en conjunt queda a mig camí entre l'ària i l'arioso.
Les dues intervencions del contralt són seguides, un recitatiu secco, número 2, dona pas a l'ària, acompanyat només pel continu, que evoca els horrors de l'Apocalipsi, amenaçant amb el Judici final. A continuació intervé el soprano, també en un recitatiu i una ària – amb l'oboè i el continu – que generen un clima més distès i s'evoca la justícia de Déu. El cor fa la seva única intervenció en el coral final, que canta el text indicat amb la melodia de Auf meinen lieben Gott, d'origen profà. Té una durada aproximada de quasi una quart d'hora.

## Discografia seleccionada
- J.S. Bach: Das Kantatenwerk. Sacred Cantatas Vol. 5. Gustav Leonhardt, Knabenchor Hannover (Heinz Hening, director), Collegium Vocale Gent (Philippe Herreweghe, director), Leonhardt-Consort, Markus Klein (solista del cor), Paul Esswood, Max van Egmond. (Teldec), 1994.
- J.S. Bach: The complete live recordings from the Bach Cantata Pilgrimage. CD 50: All Saints, Tooting; 17 de novembre de 2000. John Eliot Gardiner, Monteverdi Choir, English Baroque Soloists, Joanne Lunn, William Towers, Kobie van Rensburg, Peter Harvey. (Soli Deo Gloria), 2013.
- J.S. Bach: Complete Cantatas Vol. 8. Ton Koopman, Amsterdam Baroque Orchestra & Choir, Dorotea Röschmann, Bogna Bartosz, Klaus Martens. (Challenge Classics), 2005.
- J.S. Bach: Cantatas Vol. 14. Masaaki Suzuki, Bach Collegium Japan, Midori Suzui, Robin Blaze, Chiyuki Urano. (BIS), 2001.
- J.S. Bach: Church Cantatas Vol. 28. Helmuth Rilling, Gächinger Kantorei, Bach-Collegium Stuttgart, Arleen Augér, Helen Watts, Philippe Huttenlocher. (Hänssler), 1999.